# Serie A 1949/1950
Soutěžní ročník Serie A 1949/1950 byl 48. ročník nejvyšší italské fotbalové ligy a 18. ročník pod názvem Serie A. Konal se od 11. září 1949 do 28. května 1950 a skončila vítězstvím Juventusu, který vyhrál po 15 letech již osmý titul.
Nejlepším střelcem se stal švédský fotbalista Gunnar Nordahl (Milán), který vstřelil v sezoně 35 branek.

## Události

### Před sezonou
Do 2. ligy sestoupili dva kluby: Modena a Livorno. Nováčci z 2. ligy bylo Como a Benátky. Como se představilo poprvé od založení Serie A. Novinkou sezony byla páska. To zavedla FIGC, což znamenalo že na levé paži měl nosit kapitán mužstva pásku, aby byl lehce identifikovatelný.
Po tragédii Superga se prezident Turína, Ferruccio Novo, pokusil přestavět tým. Ze zvučných jmen přišel brankář Giuseppe Moro (Bari) a útočník Riccardo Carapellese (Milán). Vedení Juventusu vyměnila trenéra a povolala z Anglie Carvera a vyměnila půlku týmu a nový hráči jako Vivolo (Cremonese), Piccinini (Palermo), Mari (Atalanta), Præst (Østerbro), Viola, Bertuccelli (oba Lucchese), Bizzotto (Verona) a Mariani (Empoli) vystřídali Sentimentiho (Lazio), Caprileho (Atalanta), Locatelliho který ukončil kariéru ve 33 letech a po 16 letech hraní a 369 utkání také Depetriniho (Turín). Také Milán se posílil. K Nordahlovi přišli krajani Liedholm (Norrköping) a Gren (Göteborg) a založili skvělou trojku Gre-No-Li. Dále přišel brankář Buffon (Portogruaro).
Další změny byli: Héctor Puricelli (Milán → Legnano), Giovanni Giacomazzi (Luparense → Inter), Giuseppe Chiappella (Pisa → Fiorentina), Gino Colaussi (Padova → Ternana), Béla Sárosi (Boloňa → Bari), Július Korostelev (Atalanta → Reggina), Carlo Galli (Cascina → Palermo), Rino Ferrario (Arezzo → Lucchese), Zeffiro Furiassi (Fiorentina → Lazio), Karl Aage Hansen (Huddersfield → Atalanta) a Eugen Vinnyei-Prošovský (Sokol Košice → Pro Patria).

### Během sezony
Titul zůstal v Turíně, i když ne u býků, kteří po tragédii Superga, se nakonec umístilo na 6. místě. Jejich rival Bianconeri totiž odolal útoku švédského tria Gre-No-Li, z Milána, které vstřelilo 71 branek z celkem 118. Již od začátku sezony se Bianconeri dostali do vedení a vyhrálo ligu o 5 bodů před Milánem a 3. místo získal Inter, který ztratil na mistra 13 bodů.
Celá sezona byla velmi gólová, protože celkem bylo vstřeleno 1265 branek, což je rekord v italské nejvyšší soutěži (nepřekonáno). Milán vstřelil 118 branek a skóroval nejvíce v jediné sezóně Serie A s 20 týmy a také nejlepší střelec Nordahl, který vstřelil 35 branek byl v té době rekord v historii jednoskupinové Serie A a rekord vydržel až do sezóny 2015/16 kdy ho jej překonal Gonzalo Higuaín (36 branek).
Velké zklamání bylo v Boloni, Janově a také v Římě, které se zachránilo o dva body. Nováček Benátky FC|Benátky se 16 body stal prvním sestupujícím. V posledním kole se rozhodlo o druhým sestupujícím, které se stalo Bari.

## Účastníci
| Klub       | Město         | Stadion                    | Trenér                                                                                        | Nejlepší střelec                     |
| ---------- | ------------- | -------------------------- | --------------------------------------------------------------------------------------------- | ------------------------------------ |
| Atalanta   | Bergamo       | Stadio Comunale            | Giovanni Varglien                                                                             | Karl Aage Hansen (18)                |
| Bari       | Bari          | Stadio della Vittoria      | György Sárosi                                                                                 | Mihály Vörös (14)                    |
| Benátky    | Benátky       | Stadio Pierluigi Penzo     | Astro Galli + Giuseppe Girani (1.–4. kolo) Astro Galli (5. kolo) Astro Galli + Ivo Fiorentini | Pietro Degano, Vinko Golob (5)       |
| Boloňa     | Boloňa        | Stadio Comunale            | Tony Cargnelli (1.–6. kolo) Tony Cargnelli + Pietro Genovesi (7.– 14. kolo) Edmund Crawford   | István Mike Mayer (14)               |
| Como       | Como          | Stadio Giuseppe Sinigaglia | Mario Varglien                                                                                | Vittorio Ghiandi (18)                |
| Fiorentina | Florencie     | Stadio Comunale            | Luigi Ferrero                                                                                 | Alberto Galassi (24)                 |
| Janov      | Janov         | Stadio Luigi Ferraris      | David John Astley (1.–15. kolo) Manlio Bacigalupo                                             | Mario Boyé (12)                      |
| Inter      | Milán         | Stadio San Siro            | Mariano Tansini + Giulio Cappelli                                                             | István Nyers (30)                    |
| Juventus   | Turín         | Stadio Comunale di Torino  | Jesse Carver                                                                                  | John Hansen (28)                     |
| Lazio      | Řím           | Stadio Nazionale           | Mario Sperone                                                                                 | Norberto Höfling (13)                |
| Lucchese   | Lucca         | Stadio Porta Elisa         | Ottavio Barbieri† (1.–17. kolo) Federico Allasio                                              | Mihály Kincses (19)                  |
| Milán      | Milán         | Stadio San Siro            | Lajos Czeizler + Antonio Busini                                                               | Gunnar Nordahl (35)                  |
| Novara     | Novara        | Stadio Comunale            | Edmondo Mornese + Nereo Marini                                                                | Umberto Renica (11)                  |
| Padova     | Padova        | Stadio Silvio Appiani      | Béla Guttmann (1.–33. kolo) Pietro Serantoni                                                  | Giancarlo Vitali (19)                |
| Palermo    | Turín         | Stadio La Favorita         | Remo Galli + Giuseppe Viani                                                                   | Dante Di Maso, Čestmír Vycpálek (10) |
| Pro Patria | Busto Arsizio | Stadio Comunale            | Pál Szalay (1.–2. kolo) Pál Szalay + Giuseppe Meazza (3.–37. kolo) Giuseppe Meazza            | Alfonso Borra, Umberto Guarnieri (8) |
| Řím        | Řím           | Stadio Nazionale           | Fulvio Bernardini (1.–35. kolo) Luigi Brunella                                                | Aleksandar Aranđelović (12)          |
| Sampdoria  | Janov         | Stadio Luigi Ferraris      | Adolfo Baloncieri                                                                             | Adriano Bassetto (20)                |
| Turín      | Turín         | Stadio Filadelfia          | Giuseppe Bigogno + Roberto Copernico                                                          | Benjamín Santos (27)                 |
| Triestina  | Terst         | Stadio Comunale            | Nereo Rocco                                                                                   | Enore Boscolo (9)                    |

## Tabulka
| Poř. | Tým        | Z  | V  | R  | P  | VG  | OG | B  |
| ---- | ---------- | -- | -- | -- | -- | --- | -- | -- |
| 1.   | Juventus   | 38 | 28 | 6  | 4  | 100 | 43 | 62 |
| 2.   | Milán      | 38 | 27 | 3  | 8  | 118 | 45 | 57 |
| 3.   | Inter      | 38 | 21 | 7  | 10 | 99  | 60 | 49 |
| 4.   | Lazio      | 38 | 18 | 10 | 10 | 67  | 43 | 46 |
| 5.   | Fiorentina | 38 | 18 | 8  | 12 | 76  | 57 | 44 |
| 6.   | Turín      | 38 | 17 | 7  | 14 | 80  | 76 | 41 |
| 7.   | Como       | 38 | 15 | 11 | 12 | 59  | 59 | 41 |
| 8.   | Atalanta   | 38 | 17 | 6  | 15 | 66  | 60 | 40 |
| 9.   | Triestina  | 38 | 14 | 12 | 12 | 50  | 59 | 40 |
| 10.  | Padova     | 38 | 13 | 9  | 16 | 61  | 65 | 35 |
| 11.  | Pro Patria | 38 | 11 | 12 | 15 | 50  | 61 | 34 |
| 12.  | Janov      | 38 | 13 | 8  | 17 | 45  | 64 | 34 |
| 13.  | Sampdoria  | 38 | 13 | 7  | 18 | 62  | 70 | 33 |
| 14.  | Palermo    | 38 | 13 | 7  | 18 | 47  | 64 | 33 |
| 15.  | Boloňa     | 38 | 8  | 16 | 14 | 54  | 63 | 32 |
| 16.  | Lucchese   | 38 | 11 | 10 | 17 | 65  | 79 | 32 |
| 17.  | Novara     | 38 | 11 | 9  | 18 | 51  | 64 | 31 |
| 18.  | Řím        | 38 | 12 | 7  | 19 | 52  | 70 | 31 |
| 19.  | Bari       | 38 | 11 | 7  | 20 | 38  | 74 | 29 |
| 20.  | Benátky    | 38 | 5  | 6  | 27 | 25  | 89 | 16 |

Poznámky
- Z = Odehrané zápasy; V = Vítězství; R = Remízy; P = Prohry; VG = Vstřelené góly; OG = Obdržené góly; B = Body
- za výhru 2 body, za remízu 1 bod, za prohru 0 bodů.
- při rovnosti bodů rozhodovalo skóre.

|  | Mistr ligy               |
|  | Účast v Latinském poháru |
|  | Sestup do Serie B        |

## Statistiky

### Výsledková tabulka
|            | Atalanta | Bari | Benátky | Boloňa | Como | Fiorentina | Janov | Inter | Juventus | Lazio | Lucchese | Milán | Novara | Padova | Palermo | Pro Patria | Řím | Sampdoria | Turín | Triestina |
| ---------- | -------- | ---- | ------- | ------ | ---- | ---------- | ----- | ----- | -------- | ----- | -------- | ----- | ------ | ------ | ------- | ---------- | --- | --------- | ----- | --------- |
| Atalanta   | –        | 2:1  | 3:1     | 1:1    | 0:2  | 3:2        | 4:0   | 2:1   | 2:2      | 1:0   | 1:1      | 5:2   | 0:2    | 4:0    | 3:0     | 2:1        | 3:2 | 3:1       | 0:0   | 0:1       |
| Bari       | 1:0      | –    | 4:0     | 3:2    | 1:0  | 1:0        | 2:0   | 2:3   | 0:0      | 2:1   | 2:1      | 2:0   | 0:0    | 1:0    | 1:2     | 1:1        | 1:1 | 3:1       | 1:5   | 1:1       |
| Benátky    | 1:2      | 2:1  | –       | 1:1    | 1:2  | 1:2        | 3:1   | 1:1   | 1:4      | 1:0   | 1:0      | 1:4   | 0:1    | 0:8    | 1:1     | 0:0        | 2:1 | 3:7       | 0:1   | 0:1       |
| Boloňa     | 2:6      | 2:0  | 6:1     | –      | 2:2  | 2:1        | 0:0   | 2:3   | 0:4      | 0:0   | 1:1      | 0:1   | 1:1    | 0:0    | 1:1     | 3:1        | 2:1 | 1:0       | 5:2   | 1:1       |
| Como       | 4:0      | 4:1  | 0:0     | 2:2    | –    | 4:1        | 0:0   | 1:5   | 2:6      | 1:0   | 4:0      | 1:4   | 2:2    | 1:2    | 1:0     | 1:0        | 0:0 | 3:1       | 1:3   | 3:1       |
| Fiorentina | 2:1      | 3:0  | 5:0     | 3:0    | 0:1  | –          | 3:1   | 4:2   | 0:0      | 2:2   | 2:0      | 1:3   | 5:0    | 3:0    | 0:0     | 4:1        | 4:1 | 4:1       | 4:1   | 2:1       |
| Janov      | 1:0      | 1:0  | 1:0     | 2:2    | 3:1  | 2:0        | –     | 1:1   | 1:2      | 2:1   | 1:1      | 1:0   | 2:0    | 0:1    | 1:0     | 2:1        | 2:1 | 0:1       | 3:2   | 6:2       |
| Inter      | 3:1      | 4:0  | 7:0     | 2:1    | 1:2  | 4:2        | 4:2   | –     | 2:4      | 2:1   | 6:3      | 6:5   | 1:1    | 1:1    | 1:1     | 2:0        | 3:1 | 2:0       | 2:0   | 6:1       |
| Juventus   | 2:0      | 4:0  | 1:0     | 3:2    | 2:2  | 5:2        | 6:1   | 3:2   | –        | 1:2   | 1:2      | 1:7   | 1:1    | 4:0    | 6:2     | 3:1        | 3:0 | 1:0       | 4:3   | 3:0       |
| Lazio      | 1:1      | 4:2  | 2:0     | 3:2    | 3:2  | 1:1        | 1:0   | 3:2   | 1:3      | –     | 4:2      | 3:2   | 4:0    | 4:0    | 5:0     | 1:0        | 3:1 | 1:0       | 2:2   | 2:0       |
| Lucchese   | 4:2      | 3:0  | 2:0     | 1:1    | 3:1  | 1:3        | 2:2   | 0:5   | 1:2      | 2:2   | –        | 0:2   | 2:1    | 6:3    | 2:1     | 1:3        | 3:1 | 3:0       | 2:2   | 7:2       |
| Milán      | 2:1      | 9:1  | 2:0     | 2:0    | 1:1  | 4:1        | 5:0   | 3:1   | 0:1      | 0:0   | 2:0      | –     | 5:0    | 4:2    | 4:1     | 7:1        | 6:2 | 5:1       | 7:0   | 5:2       |
| Novara     | 5:2      | 0:0  | 5:1     | 1:2    | 1:1  | 3:0        | 2:1   | 0:0   | 2:3      | 0:1   | 5:0      | 1:3   | –      | 1:1    | 2:1     | 3:2        | 0:2 | 1:2       | 5:2   | 1:2       |
| Padova     | 2:0      | 3:1  | 3:0     | 0:0    | 5:2  | 3:4        | 2:2   | 2:2   | 0:2      | 2:1   | 3:2      | 1:2   | 0:1    | –      | 2:1     | 1:1        | 4:1 | 1:2       | 4:1   | 0:1       |
| Palermo    | 3:2      | 2:0  | 1:0     | 2:1    | 3:2  | 0:1        | 3:2   | 4:2   | 0:0      | 2:1   | 1:1      | 0:1   | 3:1    | 3:0    | –       | 0:0        | 3:0 | 2:3       | 2:1   | 0:2       |
| Pro Patria | 1:2      | 2:1  | 1:0     | 3:3    | 0:0  | 3:0        | 2:0   | 0:3   | 0:3      | 1:0   | 2:2      | 2:4   | 1:0    | 2:1    | 2:0     | –          | 2:1 | 1:1       | 6:1   | 0:0       |
| Řím        | 1:3      | 6:0  | 3:2     | 3:1    | 0:1  | 1:1        | 3:0   | 1:3   | 1:0      | 0:0   | 2:2      | 1:0   | 2:1    | 0:1    | 2:1     | 2:0        | –   | 2:1       | 3:1   | 0:0       |
| Sampdoria  | 2:2      | 3:0  | 0:0     | 2:1    | 0:1  | 1:1        | 1:1   | 0:2   | 0:4      | 2:5   | 3:1      | 1:3   | 3:0    | 1:1    | 4:0     | 3:3        | 4:1 | –         | 4:0   | 3:1       |
| Turín      | 3:1      | 1:1  | 3:0     | 3:1    | 4:0  | 2:2        | 2:0   | 1:0   | 1:3      | 2:2   | 3:1      | 3:2   | 5:1    | 2:0    | 5:1     | 1:1        | 5:0 | 4:1       | –     | 3:1       |
| Triestina  | 0:1      | 1:0  | 2:0     | 0:0    | 1:1  | 1:1        | 3:0   | 4:2   | 2:3      | 0:0   | 2:0      | 0:0   | 1:0    | 2:2    | 1:0     | 2:2        | 2:2 | 3:2       | 3:0   | –         |

### Střelecká listina
| Pořadí | Jméno               | Klub       | Branky |
| ------ | ------------------- | ---------- | ------ |
| 1.     | Gunnar Nordahl      | Milán      | 35     |
| 2.     | István Nyers        | Inter      | 30     |
| 3.     | John Hansen         | Juventus   | 28     |
| 4.     | Benjamín Santos     | Turín      | 27     |
| 5.     | Alberto Galassi     | Fiorentina | 24     |
| 6.     | Giampiero Boniperti | Juventus   | 21     |
| 6.     | Renzo Burini        | Milán      | 21     |
| 8.     | Amedeo Amadei       | Inter      | 20     |
| 8.     | Adriano Bassetto    | Sampdoria  | 20     |
| 10.    | Mihály Kincses      | Lucchese   | 19     |
| 10.    | Giancarlo Vitali    | Padova     | 19     |

## Vítěz
| Serie A Vítěz pro rok 1949/50 |
| ----------------------------- |
| Juventus FC                   |
|                               |